# Francesco Leonardi
Francesco Leonardi fue un cocinero y escritor italiano activo en la segunda mitad del siglo XVIII y comienzos del siglo XIX. 
Poco es lo que se sabe de su biografía, fuera de lo que él mismo aporta en su obra principal L'Apicio moderno. Nacido en Roma o sus alrededores, pronto viajó a París donde adquirió los fundamentos profesionales de la cocina. Vuelto a Italia, trabajó en Nápoles para el príncipe de Francavilla y en Roma para el cardenal De Bernis. Con posterioridad, estuvo en el séquito del ejército de Luis XV de Francia y después marchó a San Petersburgo donde desde 1783, sirvió a la zarina Catalina II de Rusia. En sus años finales, volvió a Italia. Escribió diversas obras sobre culinaria, destacando L'Apicio moderno, ossia l'arte di apprestare ogni sorta di vivande. La primera edición fue editada en Roma en 1790 y fue posteriormente reimpresa en 1808, añadida con dos volúmenes adicionales sobre cocina italiana. 